# Folkan

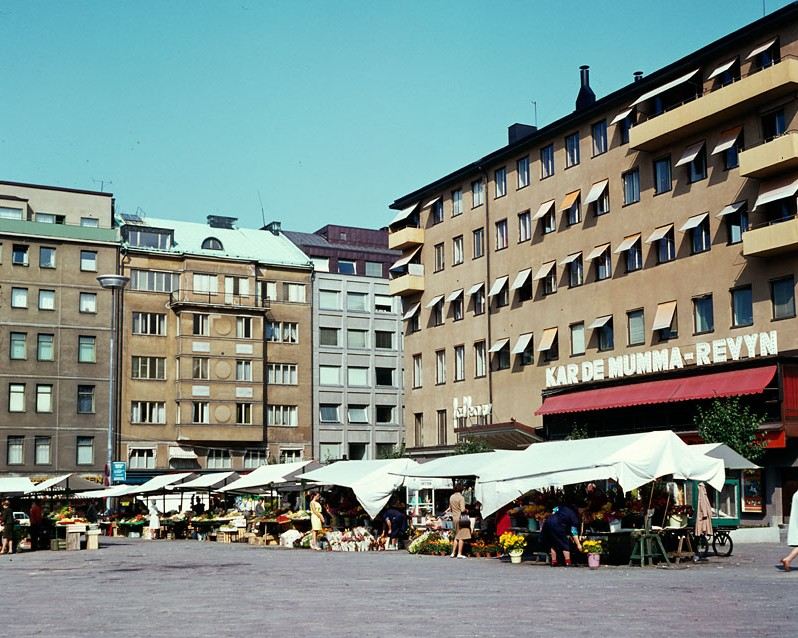
Folkan vid Östermalmstorg 1968.

Folkan, Folkteatern, var en teater, belägen vid Östermalmstorg i Stockholm. Teatern byggdes 1856 och gick då under namnet Ladugårdslandsteatern. 1877 bytte den namn till Bijou-teatern och 1887 fick den så namnet Folkteatern. Teatern lades ned 2001, och huset där teatern låg revs vintern 2007/2008.

## Historia

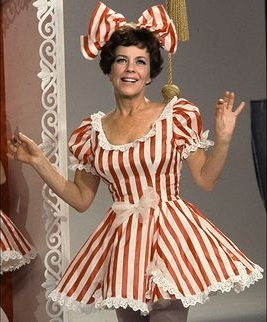
Sickan Carlsson under en repetition den 29 december 1968.

### Ladugårdslandsteatern
Ladugårdslandsteatern grundades år 1856. Dess första direktör var Carl Gustaf Hessler, som var ledare för ett teatersällskap som även turnerade i landsorten. 
Den användes därefter av turnerande teatersällskap, men var sedan åter en fast teater under Anders Selinder, som var direktör på teatern 1861–1866 och 1870–1871 (sist i kompanjonskap med J. P. Roos), och den inrymde då hans barnteater.  Däremellan sköttes den 1866–1867 av Hermann och Martinsson, 1867–1868 av Carl Petterson, Hjalmar Sjöberg och K. Viberg.
Mellan 1871 och 1872 leddes teatern av Ludvig Zetterholm, Ernst Wallmark och Ludvig Josephson, som då ledde ett teatersällskap kallat Södra teaterns sällskap. Den leddes därefter av Wallmark 1873–1874.

### Bijou-teatern
Ladugårdslandsteatern bytte år 1877 namn till Bijou-teatern.  Bijou-teatern leddes av Albert Alberg 1877, Magda von Dolcke 1877–1878  och sedan åter Alberg. 
Det var på Bijou-teatern som Frälsningsarmén höll sitt första möte i Sverige 28 december 1882.  Frälsningsarmén ska sedan en tid ha varit verksam i byggnaden.

### Folkteatern
År 1887 blev teatern slutligen känd som Folkteatern eller i vanligt tal Folkan. Den leddes 1887–1888 samt 1889–1893 av Carl Lund, 1893–1895 av hans änka Fanny Lund, leddes 1895–1914 av hennes andre make, Johan Strömberg, och  efter hans död återigen av Fanny Strömberg. 
Om denna sades 1918: "Den är inredd med öfre och nedre parkett samt en fondrad, lägger an på roande folkliga pjäser och har sin trogna publik."
Karl Gerhard spelade revy där 1919–1942. I början av 1930-talet hyrde Gösta Ekman teatern och döpte den då till Gösta Ekmans Folkteater. 
År 1943 köpte Europafilm teatern, och under några år fungerade den som biograf parallellt med teaterverksamheten. På 1950-talet återgick Folkan återigen till att vara enbart teater och kom framförallt att vara en scen för revyer och farser. På tidigt 1970-tal togs teatern över av Olle Kinch, som blandade publika komedier och farser, barnteater och en rad moderna musikaler, allt från 'Oh, Calcutta!' där alla skådespelare och sångare var nakna på scen, till 'Sommarnattens leende' (A Little Night Music'), efter Bergmans film.
Bland teaterns största framgångar kan nämnas bland annat den årliga Kar de Mumma-revyn (1956–78) samt farser som Kuta och kör, En man för mycket och Det stannar i familjen.
Under 1980-talet varvades farser med barn- och familjeföreställningar som till exempel Pippi Långstrump med Siw Malmkvist, musikalen Annie med 11-åriga Pernilla Wahlgren i huvudrollen som den föräldralösa flickan. En av de sista stora succéerna på Folkan var Tomas von Brömssens enmansföreställning Tomas revy som gästspelade i början av 1990-talet.

## Byggnaden

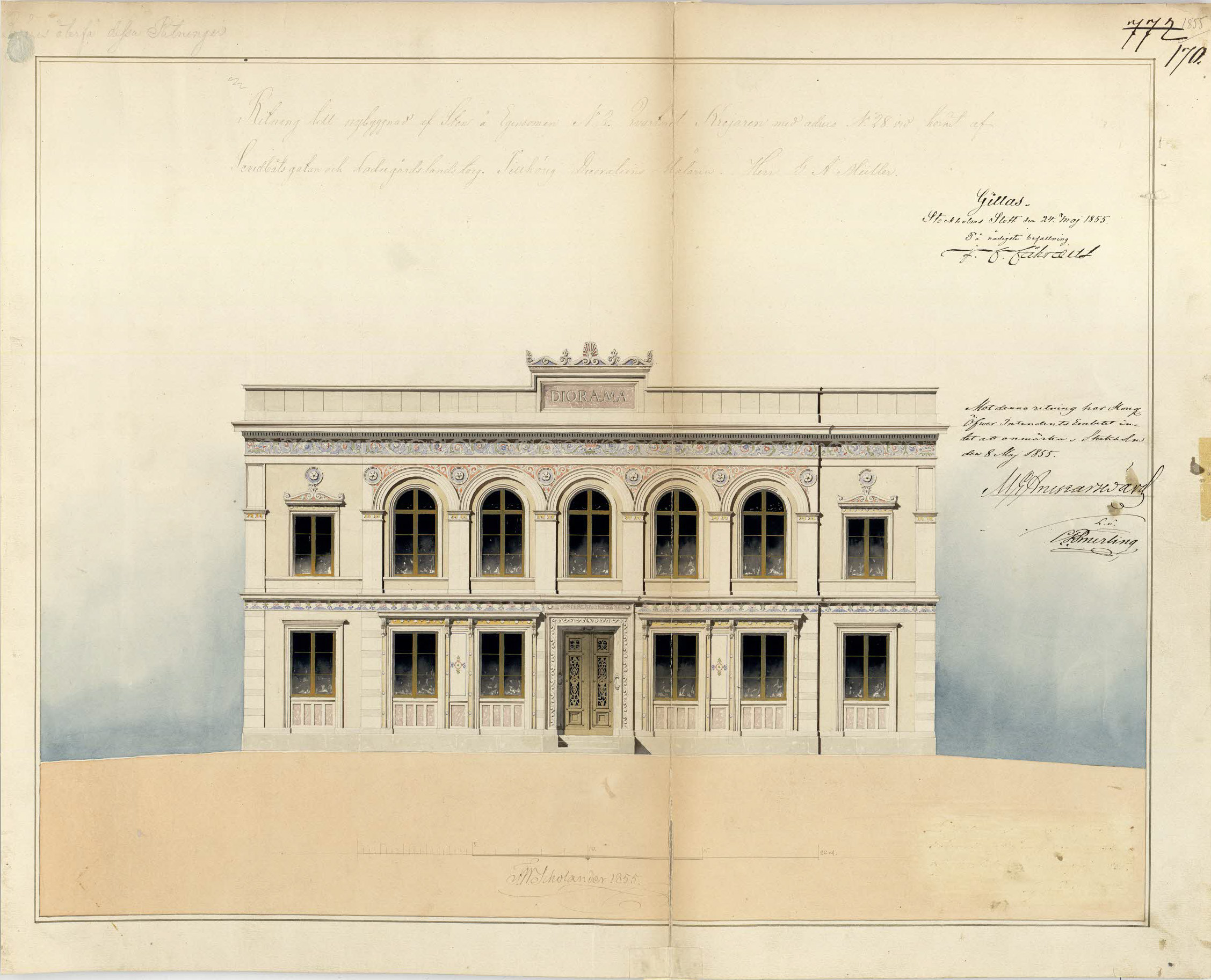
Scholanders ritning från 1855

Hörntomten Östermalmstorg/Nybrogatan, i kvarteret Krejaren, var fram till 1856 en trädgård som ägdes av dekorationsmålaren vid Kungliga Teatern G A Müller, som också kom att bli byggherre.
Huset byggdes från början som en lägre teaterfastighet, ritad av Fredrik Wilhelm Scholander. Syftet var att den skulle fungera som en diorama, en då mycket populär form av optisk show där publiken fick betrakta en bild och gavs illusionen att den förändrade sig och rörde sig. Det blev dock en vanlig teaterlokal med läktare och fast scen med en ridå med fjällandskap i blå färgton.
1863 byggde man under arkitekten C N Söderbergs ledning på två våningar ovan foajén och därtill uppfördes ett fyravåningars hörnhus mot Nybrogatan. 1906 byggdes en ny teatersalong efter det att brandmyndigheterna ej längre godkände den befintliga för teaterändamål. Totalt fick man 370 åskådarplatser, varav 140 på läktaren.
Under 1930-talet gjordes en total ombyggnad av huset, som av arkitekterna Albin Stark och Sture Frölén gavs en funktionalistisk prägel.

### Rivning och nybygge (Åhlénshuset)

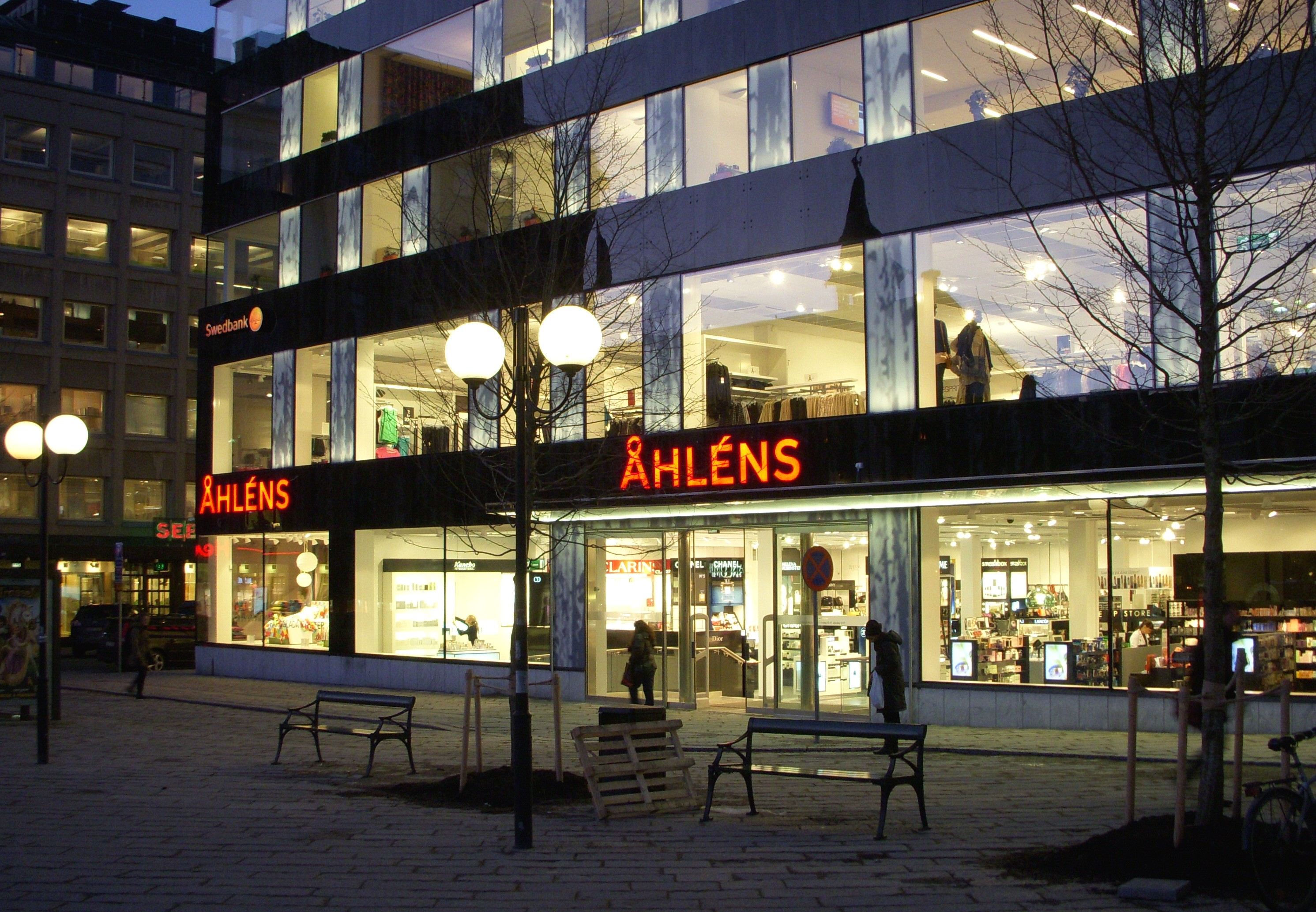
Där Folkan låg finns sedan 2010 en ny byggnad med ett Åhlénsvaruhus.

I november 2007 inledde Folkans nuvarande ägare Fastpartner och Peab en kontroversiell rivning av huset. Som orsak angavs att de träpålar huset vilade på hade ruttnat och att det därmed var risk för allvarliga sättningar. Istället byggdes ett helt nytt hus med bostadsrättslägenheter, butiker och kontor. Rivningen möjliggjordes efter en ändring i detaljplanen som vann laga kraft efter en lång process av överklaganden.